# Escadron bleu
 (juin 2020).
Si vous disposez d'ouvrages ou d'articles de référence ou si vous connaissez des sites web de qualité traitant du thème abordé ici, merci de compléter l'article en donnant les références utiles à sa vérifiabilité et en les liant à la section « Notes et références ».
L'Escadron bleu est le surnom donné à l'unité mobile no 1 de la Croix-Rouge française, composé de 11 jeunes femmes volontaires, infirmières et ambulancières âgées de 22 à 29 ans, chargées en 1945 de participer au retour en France des prisonniers de guerre blessés, des travailleurs requis et des survivants des camps de concentration. Le surnom « Escadron bleu » a été donné au groupe en raison de la couleur de leurs uniformes offerts par l’armée américaine.
L'histoire de l'Escadron bleu est étroitement rattachée à celle de Madeleine Pauliac, médecin-lieutenant, envoyée par le général de Gaulle à Varsovie en 1945 à la tête du rapatriement sanitaire des blessés français et nommée médecin-chef de l'hôpital français de Varsovie.
Pour se déplacer : cinq ambulances Austin offertes par le roi George VI d'Angleterre. À bord de chaque ambulance, un binôme conductrice-infirmière. 

## Composition de l'Escadron bleu
- Violette Guillot, chef d'unité de cinq binômes conductrice/infirmière :
  - Janine Robert / Simone Saint-Olive,
  - Aline Tschupp / Cécile Stiffler,
  - Charlotte Pagès / Micheline Reveron,
  - Jacqueline Heiniger / Élisabeth Blaise,
  - Simone Braye / Françoise Lagrange.

## Mission en Allemagne (25 avril - 24 juillet 1945)
L'unité mobile no 1 de la Croix-Rouge a été créée le 13 avril 1945 par un arrêté du ministère des Prisonniers, Déportés et Réfugiés (PDR) pour participer au retour des Français libérés des camps de concentration et camps de prisonniers.  
Le 29 avril 1945, l'Escadron bleu est présent à l'ouverture des portes de Dachau. Depuis sa mise en service, plus de 200 000 prisonniers y ont été internés, en majorité des opposants politiques. Des dizaines de milliers y sont morts de faim, d’épuisement ou emportés par une épidémie de typhus. À l’approche des Alliés, les nazis ont commencé à assassiner les survivants, avant de s’enfuir. Le spectacle est insoutenable. Les ambulances ne peuvent transporter que 4 malades couchés ou 10 assis. Commence alors un ballet incessant d'allers et retours entre Dachau et la France. La mission d'évacuation va durer plus d'un mois. Puis ce sera le camp de Buchenwald. 

## Mission en Pologne (27 juillet - 11 novembre 1945)
L'unité part le 23 juillet de Constance, en Allemagne, à destination de Varsovie où l'attend Madeleine Pauliac.
Au cours des mois suivants, l'Escadron bleu va réaliser plus de 200 missions et parcourir plus de 40 000 kilomètres sur les routes dévastées de Pologne.

## Hommages

### Littérature
Le 16 février 2017, Philippe Maynial, neveu de Madeleine Pauliac,  publie une biographie de sa tante aux Éditions XO, Madeleine Pauliac l'Insoumise,. Dans cette biographie, il retrace la vie de cette dernière ainsi que les missions de l'Escadron Bleu. 

### Odonymes
Le parvis de la gare de Grenoble portera le nom de Madeleine Pauliac - Escadron bleu  à la suite des délibérations du conseil municipal du 28 mars 2022. Le dévoilement de la plaque aura lieu le mercredi 28 juin 2023.
Une allée Madeleine-Pauliac est nommée à Quimper et la rue qui y mène, rue de l'Escadron bleu, par décision du conseil municipal du 15 décembre 2022.
L'école de la rue Buffault (9e arrondissement de Paris) a été nommée « école Madeleine-Pauliac » le 18 octobre 2024.
Un square Aline-Tschupp, avenue du Général-de-Gaulle à Habsheim (Alsace), ville natale de cette dernière, est nommé sur décision du conseil municipal du 1er avril 2025.

## Distinctions
Il a reçu le prix Historia du documentaire historique 2020.
Le documentaire est projeté au Festival de Luchon en 2022. 

## Documentaire
En 2019, l'auteur et réalisatrice Emmanuelle Nobécourt co-réalise avec Philippe Maynial Les Filles de l'Escadron bleu qui est diffusé sur la RTBF le 13 mai 2019 dans l'émission Retour aux Sources d'Élodie de Sélys et sur France 5 en mars 2021, mars et décembre 2022 et en janvier 2023. Ce documentaire revient sur la vie et les missions de l'Escadron bleu, avec la voix de Bruno Debrandt et la musique de Jean Poulhalec.